# Afromastax nigriceps
Afromastax nigriceps är en insektsart som beskrevs av Marius Descamps 1977. Afromastax nigriceps ingår i släktet Afromastax och familjen Thericleidae. Inga underarter finns listade i Catalogue of Life.